# مهاجر (طائرة مسيرة)
مهاجر: هي طائرة بدون طيار إيرانية الصنع، لها عِدَة نماذج بمهام مختلفة. فخلال الحرب العراقية_الإيرانية، وضِعَت أولى الدراسات لطائرة من دون طيار من قِبَل الجامعات الإيرانية، حين كانت جمهورية إيران بحاجة إلى معدات لمراقبة وجمع المعلومات عن تحركات القوات العراقية. وقد بُنيَة اربع نماذج أولية سُميَت (مهاجر 1) عام 1981م، حيث لَعِبَت في البداية دوراً في مراقبة وتصوير خطوط الجبهة العراقية، وحتى نهاية الحرب العراقية_الإيرانية كان قد تم إنجاز 619 طلعة جوية.
بعد الاستخدام الناجح لطائرة مهاجر 1، باشرت جمهورية إيران بتطوير نسخة بقدرات أكبر، فتم تصنيع (مهاجر 2) و (مهاجر 3) إلى أن أبصر (مهاجر 4) النور، وهو من جيل جديد، حيث أُعيدَ تصميم البدن بالكامل وتم تركيب كاميرات متطورة وإمكانيات التصوير الليلي، إضافةً إلى زيادة المدى والقدرة على التحمل أكثر من النسخ الأولى.

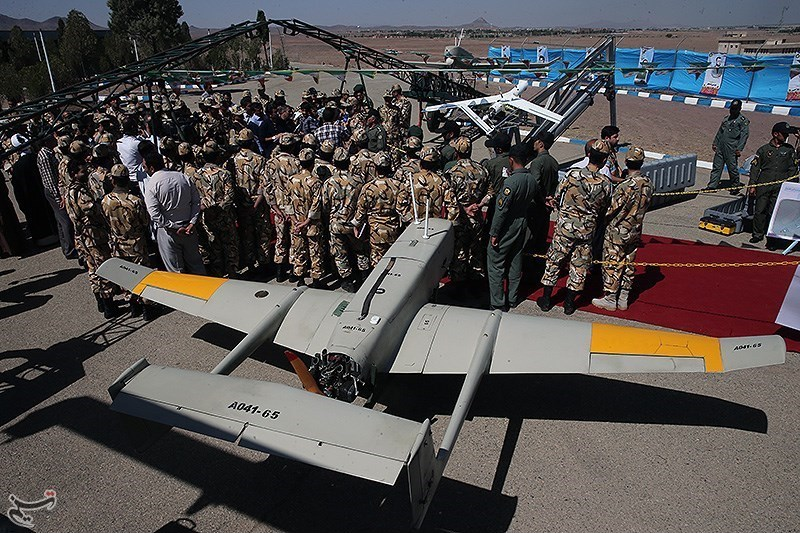
طائرة مهاجر 4، وهي الجيل الجديد من عائلة مهاجر المسيرة

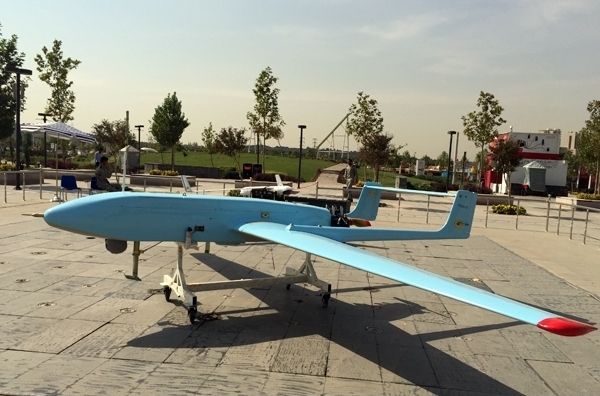
طائرة مهاجر 4-B

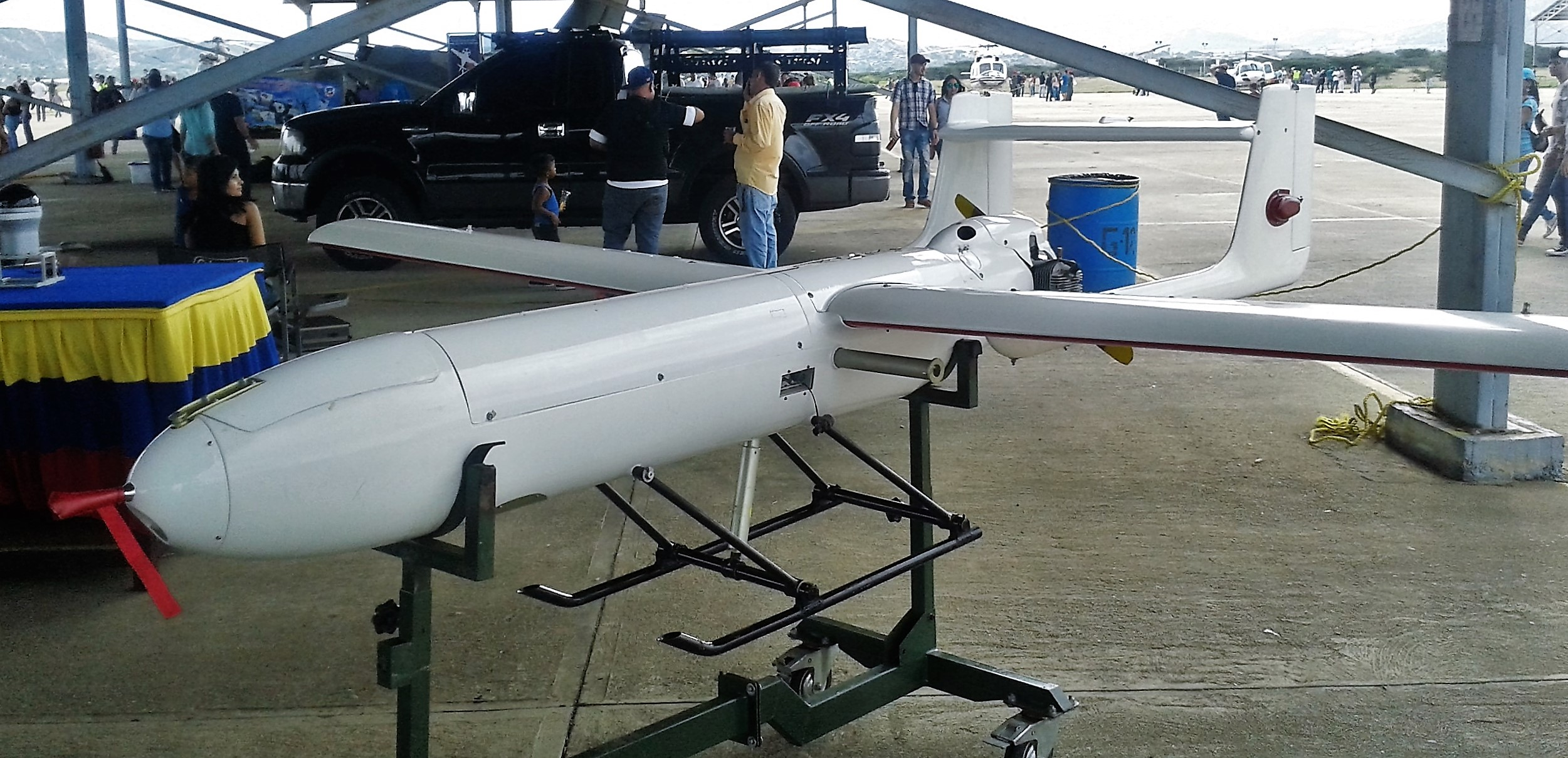
طائرة SANT Arpía الفنزويلية، هي نسخة من طائرة مهاجر بترخيص من جمهورية إيران، والتي تم عرضها بمعرض الطيران Balanda 2016

## نسخ أخرى لطائرة مهاجر
▪ مهاجر 1: هي أول نموذج من بين أربع نماذج بُنيَة إبان الحرب العراقية_الإيرانية، وذلك بعد ان وضِعَت أولى الدراسات لطائرة بدون طيار من قبل الجامعات الإيرانية.

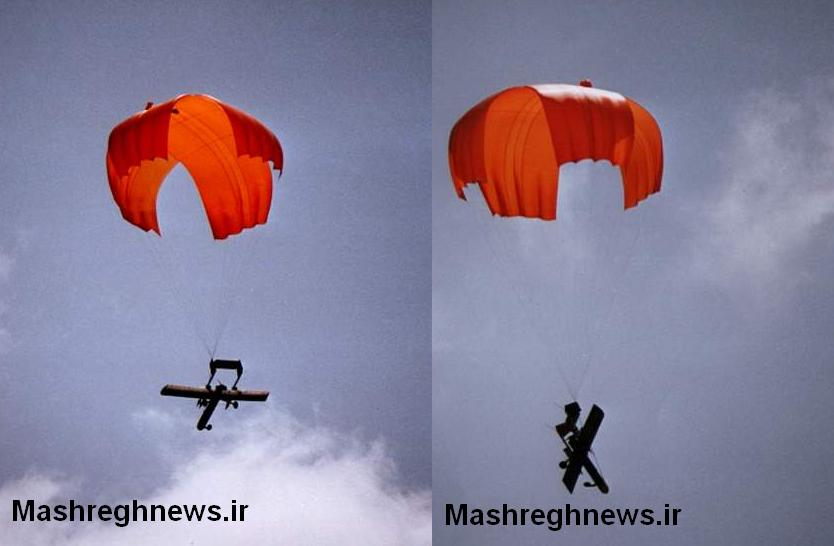
إنزال طائرة مهاجر 1 بواسطة المظلة

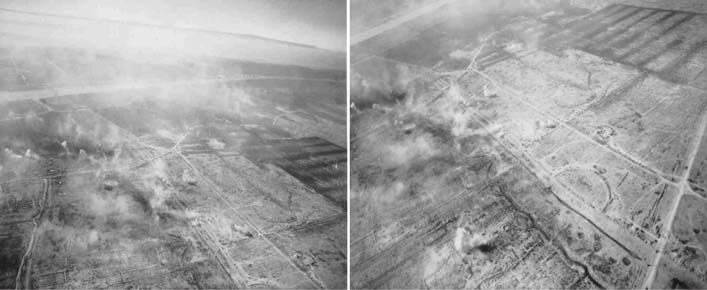
تم إلتقاط هذه الصور بواسطة طائرة مهاجر-1 من قبل إيران لتحديد موقع نيران المدفعية خلال عمليات كربلاء 5 وذلك خلال حرب الخليج الأولى

▪ مهاجر 2 و مهاجر 3: بعد الاستخدام الناجح لطائرة مهاجر 1 المسيرة، باشرت جمهورية إيران بتطوير نسخة أخرى بقدرات أكبر. فتم تصنيع طائرات مهاجر 2 ومهاجر 3 ، وتُعتبَر طائرة مهاجر 3 من أقدم الطائرات التي تمتلكها جمهورية إيران من هذا النسل، والتي تستطيع الطيران لمدة 90 دقيقة متواصلة وبسرعة 210 كيلومتر في الساعة، كما لديها القدرة على حمل 12 قذيفة آر بي جي يَزِنوا 30 كيلو غراماً.

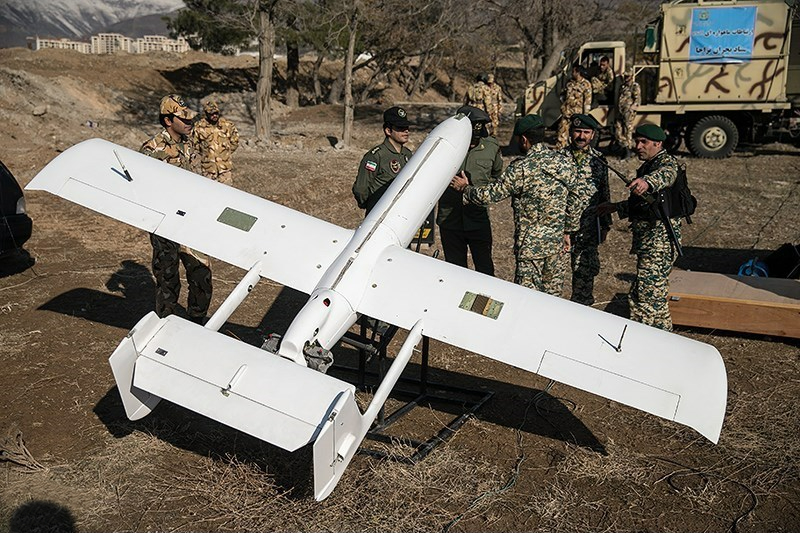
طائرة مهاجر-2 المسيرة سنة 2014م

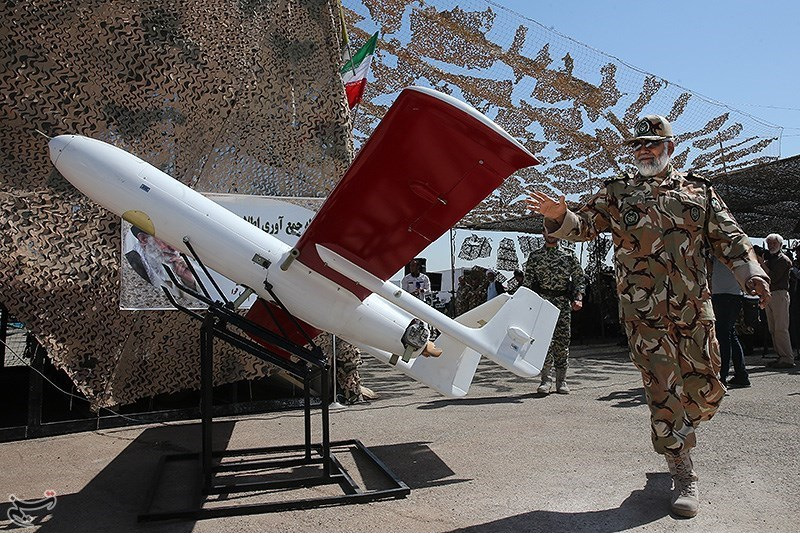
الجانب السفلي لطائرة مهاجر 2 المسيرة

اما عن طائرة مهاجر 2 الحديثة فتتميز بتفيذ عمليات انتحارية على بعد 250 كيلومتراً، بالإضافة إلى سرعتها التي تفوق قدرة مهاجر 2 القديمة بأربعة أضعاف.

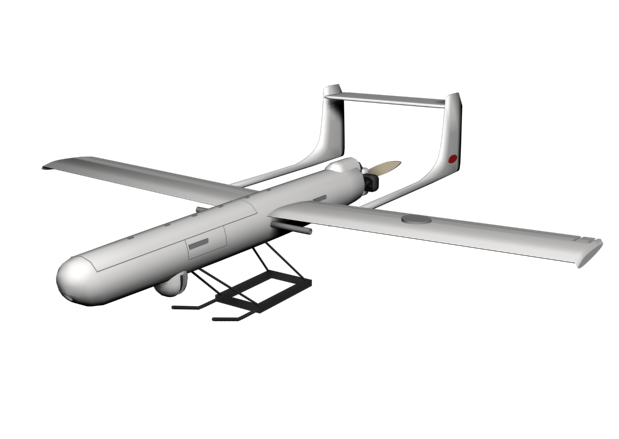
طائرة مهاجر 2 الإنتحارية الموجهة عن بعد

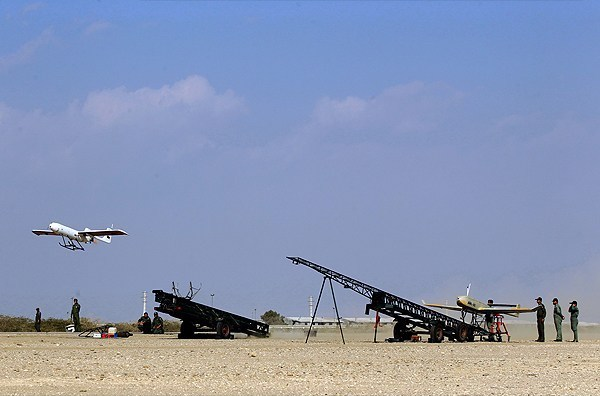
طائرة مهاجر 2-N أثناء الطيران

▪ مهاجر 4 : حققت مهاجر 4 الأداء المطلوب باعتماد أجنحة حادة مما قلل من مقاومة الهواء والحد من استهلاك الوقود، وبالتالي زيادة مدى الطيران.
ان مهاجر 4 بدون طيار، هي طائرة إستطلاعية لها القدرة على إجراء المسح الجوي بدقة وفعالية متناهية، وهي صالحة للإستخدام العسكري وغير العسكري، ولديها القابلية على كشف الأهداف وتحديدها على بعد 150 كيلومتر. وتتميز هذه الطائرة بامتلاكها جناحين غير مستدقين، ومركبيٍّن في وسط الهيكل.
جسم الطائرة يشبه الصاروخ، ويحمل في الذيل محرك كباسي يولد 25 حصان، تؤازِرَهُ مروحة دافعة بشفرتين. وللطائرة ذيل يخرج من الجناحين على شكل ذراعين ثنائيين. وثمة زعنفتان، ودفتان يصل بينهما سطح ذيلي أفقي، كما تم نصب الجناحين أسفل هيكل الطائرة لتقليل المقطع العرضي الراداري لها، كما وان شكل سطح الطائرة من الأمام يساعدها على سرعة وسهولة الإقلاع من المدرج جراء تقليل مقاومة الهواء.
في الواقع ان مهاجر 4 هي نسخة مطورة من مهاجر 2 و3 لاسيما في تغيير شكل الأجنحة حيث تم الإستفادة من أجنحة شبه منحرفة والتي تعزز من صلابة الأجنحة وتوسيع مساحتها مما يساعدها على سهولة الإقلاع وزيادة وزن تجهيزاتها.
نظراً لمدى طيران هذه الطائرة فإنها تُدار بواسطة محطة القيادة التي تتواصل مع الطائرة عبر وصلة بيانات ترسل المعلومات إلى نظام كومبيوتر يقيِّم موقف الطائرة عبر مراقبة المحركات والسرعة ومعدل إستهلاك الوقود ويعالج كل المعطيات الميدانية التي تقدمها الطائرة بالإستفادة من منظومة نظام التموضع العالمي، أي انها تدار بصورة شبه أوتوماتيكي أو اوتوماتيكي كامل. وتتمكن القيادة الأرضية من إجراء تغييرات على مهمة الطائرة.
زوِدَة طائرة مهاجر 4 بنظام تحديد المواقع العالمي، الذي يعمل من خلال الأقمار الصناعية، وتحمل كاميرا تعمل بالأشعة تحت الحمراء، إضافةً لمعالج رقمي، يسمح بإرسال الصور إلى مركز القيادة والتحكم في نفس وقت ألتقاط الصور.
كما وتحمل جهاز ترحيل الاتصالات اللاسلكية، وإعادة الإذاعة، كما وتستطيع مواجهة الإجراءات الإلكترونية المضادة ECM.
ان طائرة مهاجر 4 صالحة للإستخدام العسكري وغير العسكري، حيث يمكن لها ان تلعب دوراً كبيراً في مجالات الدفاع ومجالات تطوير البلد أيضاً.

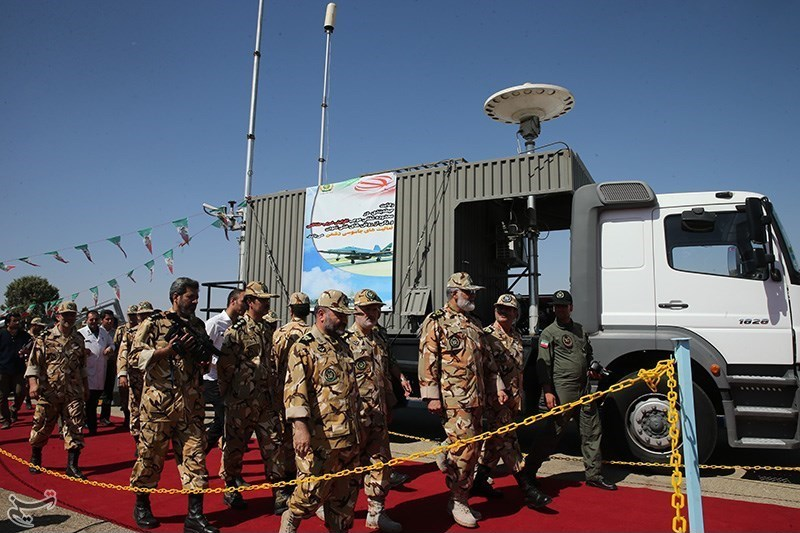
محطة مراقبة أرضية لمهاجر 4

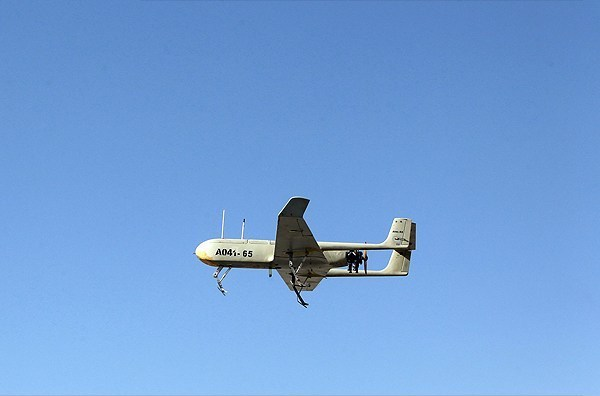
طائرة مهاجر 4 بدون طيار

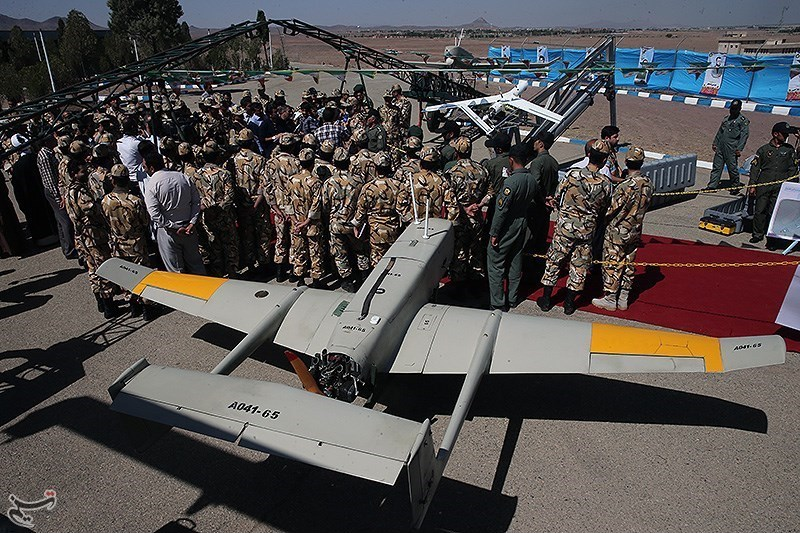
طائرة مهاجر 4، وهي الجيل الجديد من عائلة مهاجر المسيرة

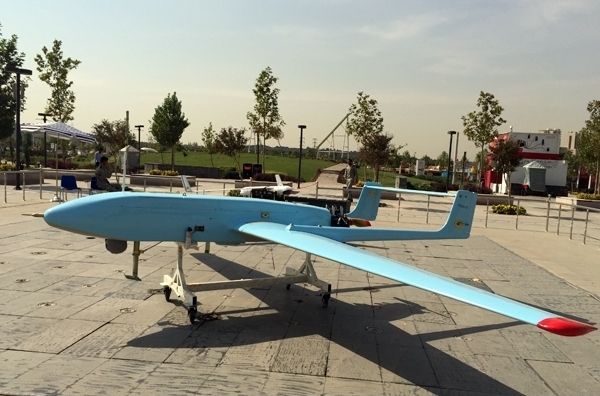
طائرة مهاجر 4-B

▪ مهاجر 5: هي إحدى النماذج المطورة لعائلة طائرات مهاجر والتي سبقت طائرة مهاجر 6 المسيرة.
▪ مهاجر 6: هي طائرة مسيرة بدون طيار قتالية إيرانية الصنع والتصميم والتي تنتمي لعائلة طائرات مهاجر بدون طيار والمزودة بقنابل جوية ذكية دقيقة الإصابة. ان هذه الطائرة المسيرة تمنح القوات المسلحة الإيرانية قدرة القيام بمهام الإستطلاع والمراقبة والقتال بنطاق عملياتي واسع واستمرار التحليق لفترة طويلة. ومن قدرات هذه الطائرة المسيرة ايضاً إرسال المعلومات مباشرةً وعلى مدار الساعة إلى مراكز القيادة والتحكم وتوفير المراقبة الإستخبارية الواسعة لمحيط العمليات. فهي قادرة على أداء مهامها في مختلف الظروف والأجواء أثناء العمليات العسكرية. الدقة العالية لهذه الطائرة المسيرة تعود إلى المعدات الوطنية الجيدة والتي تشتمل على المحركات المتميزة وأنظمة الاستشعار وآلية التحليق والهبوط والتي تتعرض من خلالها أكثر الطائرات المسيرة للتهديد والخطر. بالإضافة إلى قيام طائرة مهاجر 6 بمهام إستطلاعية وعسكرية ضمن مساحة واسعة وبشكل مستدام، واستمرار التحليق لفترة طويلة فهي قادرة أيضاً على حمل عدداً من القنابل الجوية حيث تم تزويدها بقنابل قائم الذكية والنقطوية وبذلك تُعتبَر هذه الطائرة إحدى الإنجازات الهامة للصناعة الدفاعية الإيرانية. بالإضافة إلى ذلك تستطيع النسخة السادسة من طائرات مهاجر المسيرة حمل أنواع مختلفة من حمولات المراقبة والإستطلاع والقتال، حيث يمكن لها توفير إمكانية المراقبة الجوية الطويلة وتدمير الأهداف المختلفة بدقة عالية. فالقنابل الجوية الذكية التي تحملها هذه الطائرة قادرة على إصابة الأهداف الثابتة والمتحركة بشكل قائم وفي أي ساعة من الليل والنهار وإنها قادرة على الإستهداف والنفوذ في أنواع التحصينات. اما بالنسبة لكشف النقاب عن طائرة مهاجر 6 فتم ذلك من قِبَل وزارة الدفاع الإيرانية، عن إنتاجها هذه الطائرة المسيرة والمزودة بقنابل قائم الذكية وتم ذلك بالتزامن  مع اليوم الخامس من عشرة الفجر، وعلى أعتاب الدخول في الذكرى الأربعين للثورة الإيرانية. بالإضافة إلى إفتتاح خط إنتاج ضخم لطائرات مهاجر 6.
▪ شاهين: هي طائرة إيرانية ثقيلة غير مأهولة، إستطلاعية وقتالية، حيث يمكن تزويدها بقنابل. وتُعَد أكبر طائرة بدون طيار من حيث الوزن تابعة للقوة البرية لجيش الجمهورية الإسلامية في إيران. كما وتُعتبَر طائرة شاهين بدون طيار نموذجاً مطوراً من الجيل الرابع لطائرة (مهاجر) المسيرة، ويبلغ وزنها 230 كيلوغراماً، وهي أثقل طائرة غير مأهولة تُستَخدَم في القوة البرية للجيش الإيراني. هذه الطائرة بدون طيار قادرة على تنفيذ عملياتها في عمق 150 كيلومتراً والعودة إلى قاعدتها، أو التحليق 300 كيلومتر والوصول إلى قاعدة أخرى. وتتمثل المهام الرئيسية لطائرة شاهين بدون طيار في مجال الإستطلاع وجمع المعلومات، فقد تم تركيب كاميرا بقابلية تقريب 28 مرة في مقدمة بعض هذه الطائرات، وتغطية النقاط العمياء ما يساعدها على إنجاز مهمتها بصورة مميزة، حيث بإمكانها أن تشكل العين الثاقبة لهذه الطائرة، لترفع من قدراتها الميدانية. وتتمتع هذه الطائرات كما سائر الطائرات بدون طيار الإيرانية، بقابلية إرسال الصور المباشرة، الأمر الذي يمكن القادة العسكريين من الإطلاع على المعلومات الإستطلاعية والصور اللازمة عن المناطق المطلوب إستطلاعها في أقل فترة زمنية ممكنة. ومن منطلق أنه قد لا يكون من الصواب حفظ المعلومات على الطائرات بدون طيار، فإنه لا يجري عادةً حفظ المعلومات على هذه الطائرات (رغم إمكانية توفير ذلك)، بل يتم إرسال المعلومات بصورة مباشرة إلى المحطات الأرضية. ورغم ان المهمة الأساسية للطائرة شاهين تم تعريفها في مجال الإستطلاع إلا أنها مجهزة بأسلحة مثل القنابل لذا يمكن إستخدامها في مواجهة بعض الأهداف وهو ما تم اختباره وتقييمه في بعض المناورات التي جرت في البلاد. وتبلغ السرعة القصوى للجيل الرابع من طائرة مهاجر بدون طيار 200 كيلومتر في الساعة وهي قادرة على التحليق على ارتفاع 15000 ألف قدم (قرابة 4500 متر)، حيث بإمكانها تغطية مساحة أكبر لعملياتها الإستطلاعية، وتُعَد طائرة شاهين إحدى النماذج المطورة للجيل الرابع من مهاجر وهي تتمتع بمزايا أفضل من النماذج المشابهة الأخرى. وفي هذا الإطار، صرح العقيد رضا خاكي، قائد وحدة الطائرات بدون طيار بالقوة البرية لجيش الجمهورية الإسلامية في إيران أن جميع الطائرات بدون طيار مجهزة بقابلية إرسال الصور المباشرة، واليوم تنشط وحدة طائرات بدون طيار في أي نقطة من البلاد تنشط فيها القوة البرية، وفيما إذا تطلبت الحاجة فسيكون الخط الأمامي للإستطلاع في هذه المناطق وفي المناطق الحدودية. ونظراً لمدى تحليق هذه الطائرة التي تخرج تماماً من نطاق الرؤية للمتحكم بها في المحطة الأرضية، لذا فإن إمكانية توجيهها من قِبَله تتم بصورتين وهما:
▪ آلية بالكامل: في هذه الحالة تكون الإحداثيات الجغرافية معرفة مسبقاً والمعلومات المتعلقة بمسار التحليق مخزنة من قِبَل المتحكم بالطائرة في المحطة الأرضية. وبإمكان الطائرة قطع المسافات المحددة سلفاً بواسطة استخدام منظومة GBS وقياس الارتفاع. وبطبيعة الحال يمكن للمتحكم بالطائرة في مسار التحليق إجراء التصحيحات المطلوبة من قِبَل قائد العمليات. كما هنالك طريقان فيما يتعلق بهبوط الطائرة شاهين بدون طيار، أحدهما عن طريق المظلة والثاني بواسطة عربة الهبوط.
▪ شبه آلية: في حالة شبه الآلية، يعطي المتحكم بالطائرة في المحطة الأرضية معلومات التحليق التي تُعرَض على شاشة المحطة، ثم يقوم بالتحكم بالطائرة وتوجيهها بما يتناسب مع المهمة المكلف بها.

## الاسخدام الخارجي لطائرات مهاجر
أمريكا الجنوبية: حيث باعت طهران بالفعل طائرات بدون طيار إلى كلٍ من فنزويلا والإكوادور، من طراز (مهاجر).
 أفغانستان: تم استعمال طائرة مهاجر 4 خلال الحرب الأهلية في أفغانستان عام 1990م، حيث تم الإبلاغ عن طائرات بدون طيار من نوع مهاجر 4 كانت إيران قد أرسلتها لمراقبة الوضع على الحدود المضطربة.
 العراق: تعود طائرات من دون طيار إيرانية إلى سماء العراق لمساعدة القوات العراقية ودعم المستشارين العسكريين العاملين في البلد، لكن أيضاً من اجل تعزيز نفوذ طهران السياسي، حسب ما قال تقرير نشره موقع (وور از بورنغ) المختص بمتابعة الشؤن الحربية.
ويقول التقرير: ان هذه الطائرات تعود الآن إلى مسرح العمليات الذي ولدت فيه أساساً متمثلاً في سماوات العراق التي شهدت أولى رحلات الروبوتات الإيرانية المسيرة، في أثناء الحرب العراقية-الإيرانية في ثمانينيات القرن الماضي.
ويشير التقرير: إلى ان موجة عمليات الطائرات المسيرة من دون طيار بدأت بمجرد ان إستولى تنظيم الدولة على مدينة الموصل في حزيران من العام الماضي. وعلى النقيض من تردد الولايات المتحدة الأولي بمساعدة العراق، هرعت إيران بسرعة لاستعراض إمكانات دعمها.
وكانت جريدة نيويورك تايمز نشرت تقريراً، بعد وقت قصير من سقوط الموصل، يفيد بأن إيران أرسلت أصلاً أسطولاً من طائراتها المسيرة من دون طيار، فضلاً عن توفيرها معدات عسكرية أخرى إلى بغداد، بغية مراقبة المدن والبلدات المحيطة بالعاصمة.
ويتابع التقرير قائلاً، ان مع تصاعد وتيرة القتال ضد تنظيم الدولة، عمدت قيادة عمليات الحرس الثوري الإيراني إلى إرسال طائرات مهاجر 4 إلى العراق لتعزيز وضع المستشارين الإيرانيين على الأرض في العراق.
 لبنان: حيث أبلغَ مصدر عسكري إيراني في الحرس الثوري جريدة الشرق الاوسط ان حزب الله اللبناني تسلم 8 طائرات إستطلاع بدون طيار من نوع مهاجر التي تنتجها إيران.
وأشار المصدر إلى ان طائرة مهاجر 4 التي أُطلِقَ عليها حزب الله اسم المرصاد 1 تحمل 3 كاميرات ورادار ديجيتال ونظام إرسال إلكتروني، وتستطيع التحليق على إرتفاع 6 آلاف قدم وتصل سرعتها القصوى إلى 120 كيلومتراً في الساعة.
وحسب مصادر جريدة الشرق الاوسط فإن عدداً من ضباط حزب الله يتلقون الآن تدريبات في معسكرات الحرس الثوري الجوية في مدينة اصفهان على قيادة الطائرات، وسبق ان تخرج 30 طياراً من حزب الله في إيران خلال العامين الماضيين.
 إسرائيل: حيث دخلت طائرة مهاجر 4 المجال الجوي الإسرائيلي بسرعة 100 عقدة وعلى إرتفاع حوالي 1000 قدم، محلقة لفترة وجيزة فوق المدينة الساحلية نهاريا، وذلك بعد ان أرسلها حزب الله اللبناني إلى شمال إسرائيل في 7 تشرين الثاني/ نوفمبر عام 2004م.
 سوريا: حيث ذكر موقع (ديلي بيست) الإخباري الأمريكي في تقرير تحت عنوان حرب الطائرات بدون طيار الإيرانية في سوريا، ان هذه الطائرات الإيرانية بدون طيار لعِبَت دوراً أساسياً في منع نظام الأسد من السقوط. وينقل التقرير تصريحات الخبير الأمريكي في معهد c4ads للأبحاث بواشنطن (فارون فيرا) حيث يقول، ان إيران لديها بضع عشرات من الطائرات بدون طيار، من بينها شاهد وعازم ومهاجر وحماسة وسرير.
ويضيف (فارون): نضراً للدعم الإيراني الواسع للنظام السوري فأنه بالتأكيد يتم إرسال طائرات بدون طيار إيرانية لمساندة نظام دمشق، حيث تمت مشاهدة طائرات بدون طيار إيرانية الصنع في قواعد جوية سورية في حماة ودمشق والشعيرات في حمص عبر الأقمار الصناعية.
وتوجد نماذج عدة للطائرات الإيرانية بدون طيار في سوريا، منها تلك الطائرة الصغيرة الحجم المسماة (ياسر).

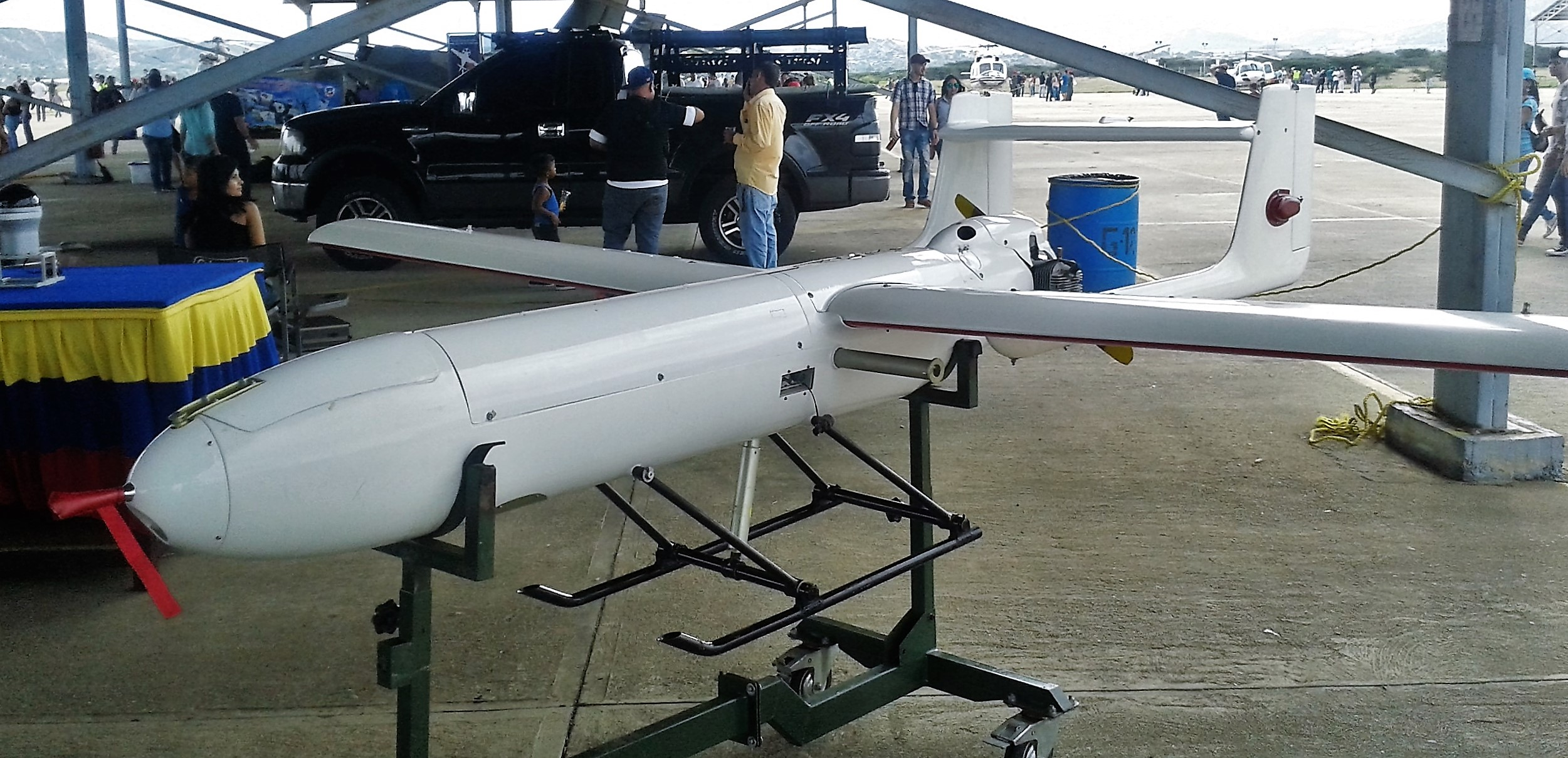
طائرة مهاجر 2 القتالية، وهي ضمن سلسلة عائلة طائرات مهاجر بدون طيار

## ذكرى الحرب الرابعة والثلاثين
بمناسبة الذكرى السنوية الرابعة والثلاثين لحرب (الثمان سنوات) التي إندلعت بين العراق وإيران، أُقِيمَت مسيرات إستعراضية ومَعارض عسكرية في المدن الإيرانية، تم فيها تدشين معدات عسكرية متطورة بما فيها طائرات بدون طيار، مجهزة بصواريخ جو-جو لضرب الأهداف الجوية وهي من طراز مهاجر بقابلية استهداف الطائرات المقاتلة والطائرات بدون طيار، وكذلك المروحيات بمختلف أنواعها، ومن الجدير بالذكر ان طائرات مهاجر استُخدِمَت لأول مرة إبان الحرب العراقية-الإيرانية.

## تمرين البحرية الإيرانية لقنص وإنزال طائرة بدون طيار
قامت القوات البحرية الإيرانية المشاركة في مناورات الولاية 94 بتمرين ناجح لقنص وإنزال طائرة بدون طيار باستخدام معدات الحرب الإلكترونية. حيث بادرت وحدات الحرب الإلكترونية التابعة للقوة البحرية لجيش الجمهورية الإسلامية الإيرانية خلال المناورات إلى القيام بتمرين قنص طائرة بدون طيار من خلال التأثير على نظام التوجيه والتحكم فيها. وفي هذا التمرين تمكن أنموذج من منظومات الحرب الإلكترونية من إخراج طائرة من دون طيار من سيطرة الموجه الرئيسي لها ومن ثم التحكم بها. ونجح كوادر هذه المنظومة من فتح المظلة ومن ثم إنزال الطائرة بدون طيار بصورة الهبوط الإضطراري في المنطقة المحدودة. والطائرة من دون طيار التي تم إنزالها بنجاح هي من سلسلة (طائرات مهاجر). ويقول خبراء القوة البحرية الإيرانية انه سيتم في المستقبل تحديث هذه المنظومة من الحرب الإلكترونية لتكون فاعلة أيضاً بشأن سائر أنواع الطائرات بدون طيار.

## معرض الصور

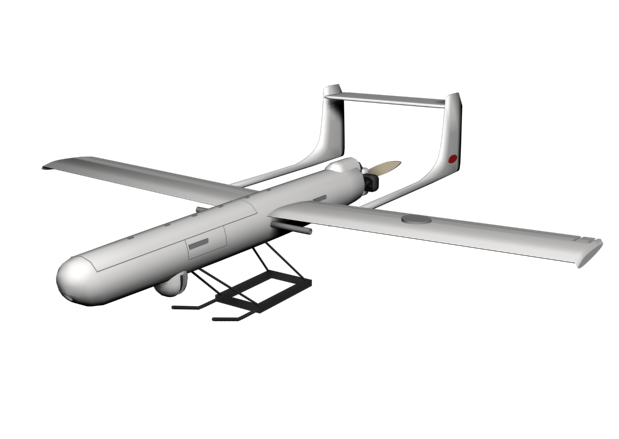
طائرة مهاجر 2 الإنتحارية الموجهة عن بعد

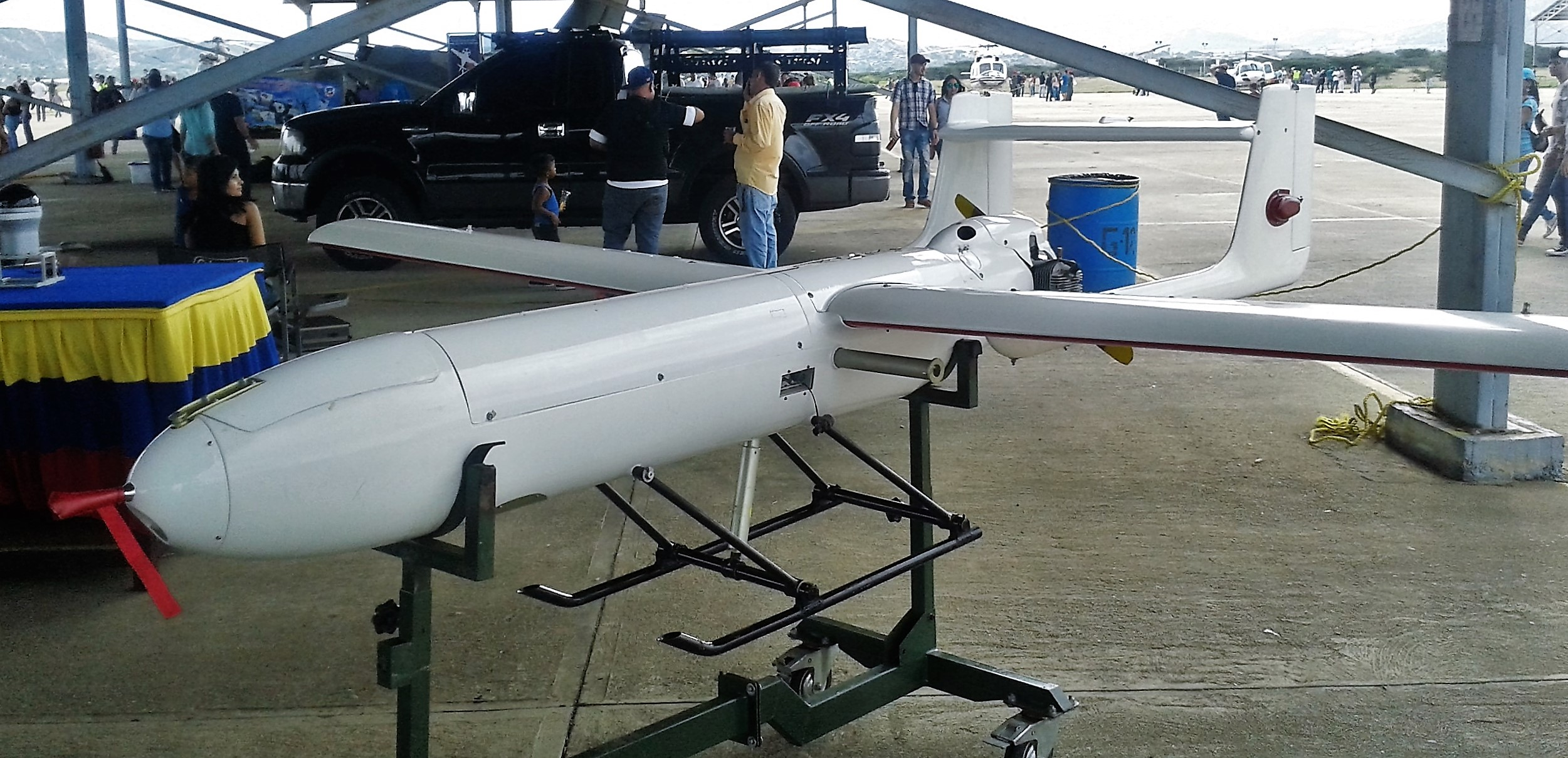
طائرة SANT Arpía الفنزويلية، هي نسخة من طائرة مهاجر بترخيص من جمهورية إيران، والتي تم عرضها بمعرض الطيران Balanda 2016

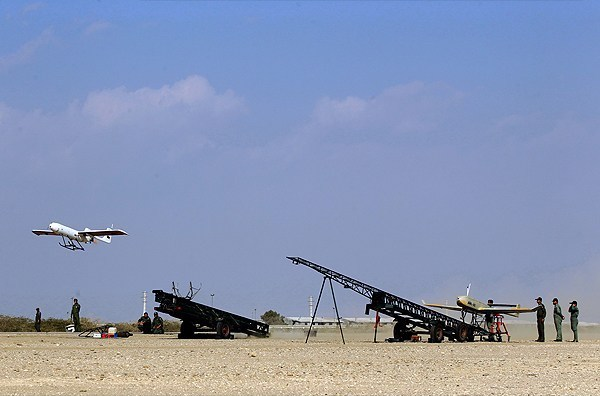
طائرة مهاجر 2-N أثناء الطيران

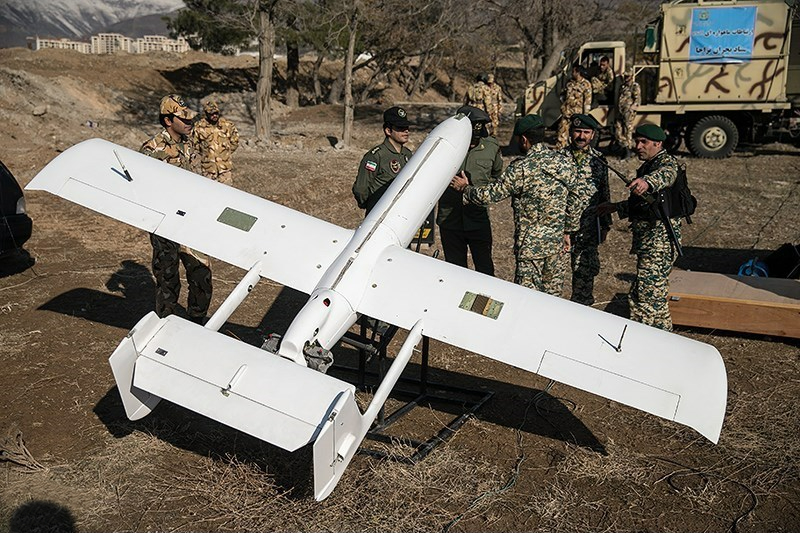
طائرة مهاجر-2 المسيرة سنة 2014م

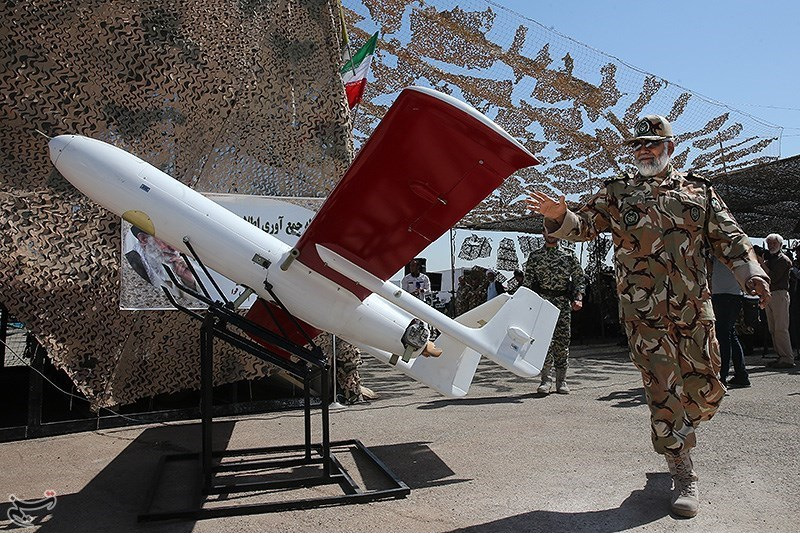
الجانب السفلي لطائرة مهاجر 2 المسيرة

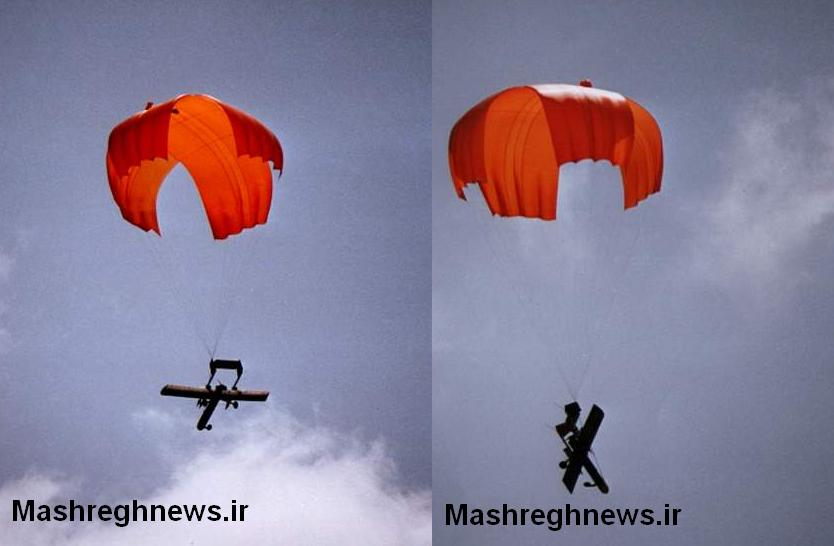
إنزال طائرة مهاجر 1 بواسطة المظلة

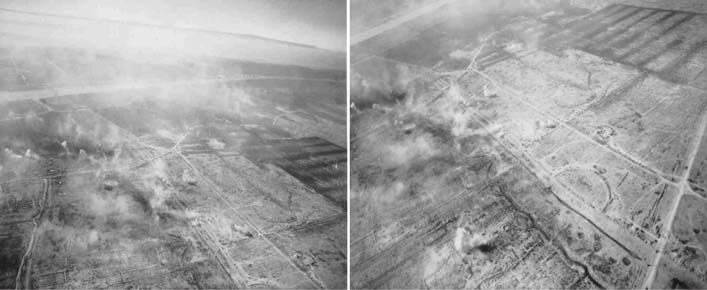
تم إلتقاط هذه الصور بواسطة طائرة مهاجر-1 من قبل إيران لتحديد موقع نيران المدفعية خلال عمليات كربلاء 5 وذلك خلال حرب الخليج الأولى

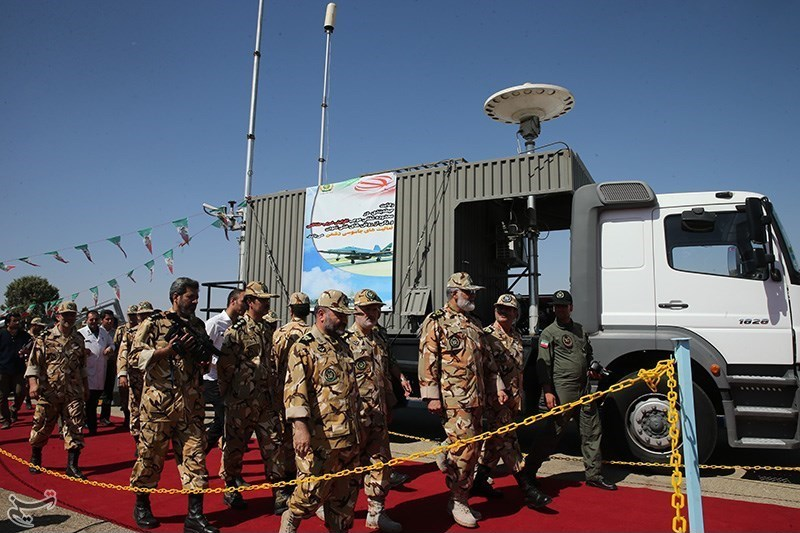
محطة مراقبة أرضية لمهاجر 4

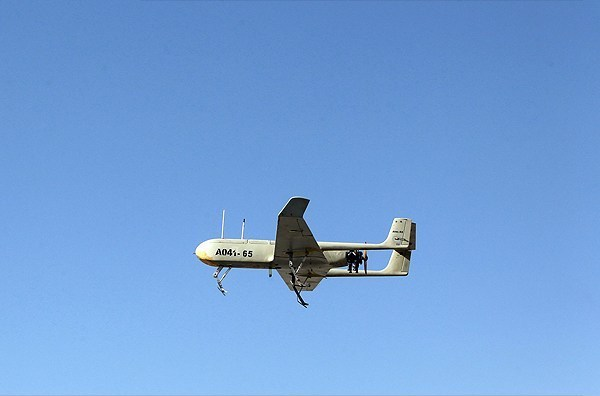
طائرة مهاجر 4 بدون طيار

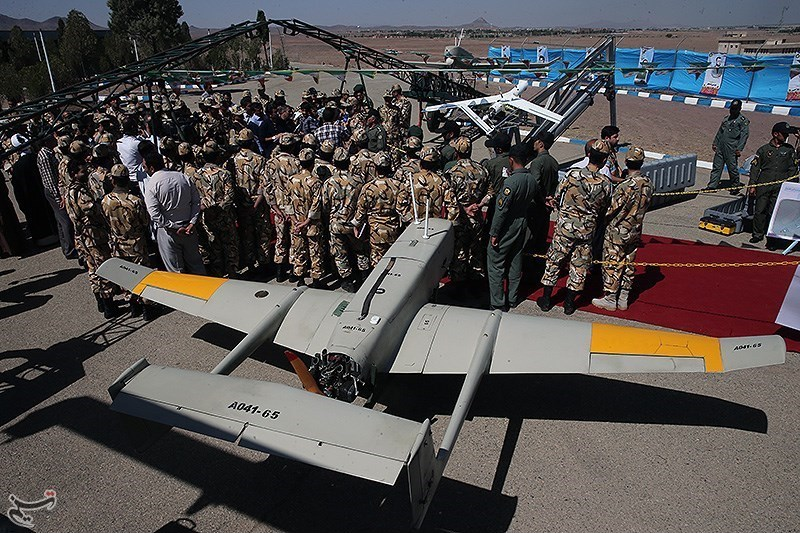
طائرة مهاجر 4، وهي الجيل الجديد من عائلة مهاجر المسيرة

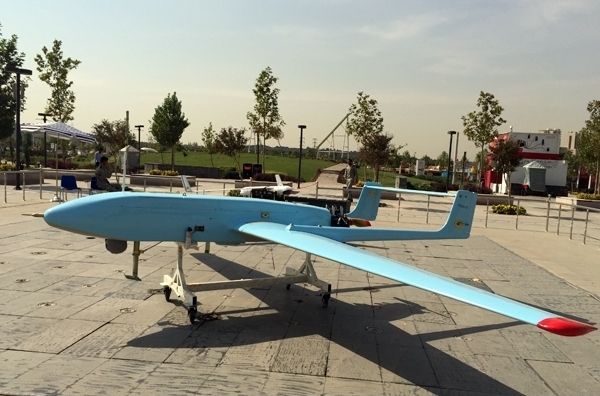
طائرة مهاجر 4-B

## مواضيع ذات صلة
- حيدر (قناص)
- سرير 1 (طائرة بدون طيار)
- فطرس (طائرة من دون طيار)
- الطائرات الايرانية بدون طيار
- ياسر (طائرة من دون طيار)
- رعد 85 (طائرة بدون طيار)
- معدات القوات المسلحة الإيرانية